# Juan de La Cierva y Codorniu
Juan de La Cierva y Codorniu, 1.º conde de La Cierva (Murcia, 21 de Setembro de 1895 – Londres, 9 de Dezembro de 1936) foi um engenheiro aeronáutico espanhol.
Seu maior feito foi a invenção do autogiro, em 1920. Depois de quatro anos de desenvolvimento, La Cierva inventou o rotor articulado que resultou no primeiro voo mundial bem sucedido de uma aeronave com rotor, em 1924, com o protótipo C-6.

## Biografia
Filho de uma família rica, de La Cierva nasceu em Múrcia, Espanha. Depois de experiências com a aviação em rapaz, formou-se em engenharia civil. Emigrou para a Inglaterra em 1925, onde, com a ajuda do industrialista James G. Weir, estabeleceu a Cierva Autogiro Company.
No início da guerra civil espanhola, de La Cierva apoiou as forças de Francisco Franco.
Ajudou os rebeldes a obter o De Havilland DH-89 Dragon Rapide em que o general Franco voou das Ilhas Canárias para o Marrocos.

## Morte
Juan de La Cierva morreu num acidente aéreo perto de Londres, com 41 anos de idade. Na manhã de 9 de Dezembro de 1936, embarcou no Dutch DC-2 da KLM, no aeródromo de Croydon, com destino a Amesterdã. Depois de algum atraso por culpa de espesso nevoeiro, decolou por volta das 10h30min mas colidiu contra um edifício no fim da pista e incendiou-se.
|  |  |